# Mistrovství světa v zápasu řecko-římském 1913
Mistrovství světa v zápasu řecko-římském proběhlo v Vratislavi, Německo v roce 1913. 

## Výsledky
| Kategorie  | Zlato          | Stříbro         | Bronz             |
| ---------- | -------------- | --------------- | ----------------- |
| do 67.5 kg | Ewald Hegewald | Hugo Johansson  | Hermann Schulz    |
| do 75 kg   | Georg Baumann  | Edvin Fältström | Heinrich Stiefel  |
| do 82.5 kg | Ernst Nilsson  | Johann Trestler | František Kopřiva |
| +82.5 kg   | Anders Ahlgren | Jakob Neser     | Karl Hertel       |